# Jerer
Il Jerer è un corso d'acqua intermittente dell'Etiopia orientale.

## Descrizione
Il fiume ha origine all'estremità settentrionale del bacino del Giuba vicino a Giggiga, nella regione dei Somali, e scorre relativamente rettilineo in direzione sud-est. È l'affluente principale del Fafen.

## Idrometria
La portata del Jerer è stata misurata in m³/s nell'arco di 3 anni (1969-71) a Dagabur, in un punto che raccoglie le acque di pressoché tutto il suo bacino idrografico.